# Kristina Bröring-Sprehe
Kristina Bröring-Sprehe (Lohne, 28 oktober 1986) is een  Duitse amazone, die gespecialiseerd is in dressuur. Bröring-Sprehe nam deel aan de Olympische Zomerspelen 2012 en behaalde daar een achtste plaats individueel en de zilveren medaille in de landenwedstrijd. Bij de Wereldruiterspelen 2014 behaalde Bröring-Sprehe de gouden medaille in de landenwedstrijd en de bronzen medaille in de grand prix special. Bröring-Sprehe werd olympisch kampioene in de landenwedstrijd in Rio de Janeiro en won tevens de bronzen medaille individueel.

## Resultaten
- Olympische Zomerspelen 2012 in Londen 8e dressuur met Desperados
- Olympische Zomerspelen 2012 in Londen  landenwedstrijd dressuur met Desperados
- Wereldruiterspelen 2014 in Caen  in de dressuur grand prix special met Desperados
- Wereldruiterspelen 2014 in Caen 4e in de dressuur dressuur grand prix freestyle met Desperados
- Wereldruiterspelen 2014 in Caen  in de dressuur landenwedstrijd met Desperados
- Olympische Zomerspelen 2016 in Rio de Janeiro  dressuur met Desperados
- Olympische Zomerspelen 2016 in Rio de Janeiro  landenwedstrijd dressuur met Desperados

1928: von Langen, Linkenbach, Lotzbeck ·
1932: Lesage, Marion, Jousseaume ·
1936: Pollay, Gerhard, Oppeln-Bronikowski ·
1948: Jousseaume, Saint-Fort Paillard, Buret ·
1952: Saint Cyr, Boltenstern, Persson ·
1956: Saint Cyr, Boltenstern, Persson ·
1964: Boldt, Klimke, Neckermann ·
1968: Neckermann, Klimke, Linsenhoff ·
1972: Petoesjkova, Kizimov, Kalita ·
1976: Boldt, Klimke, Grillo ·
1980: Kovsjov, Oegrjoemov, Misevitsj ·
1984: Klimke, Sauer, Krug ·
1988: Klimke, Linsenhoff, Theodorescu, Uphoff ·
1992: Balkenhol, Uphoff, Theodorescu, Werth ·
1996: Balkenhol, Schaudt, Theodorescu, Werth ·
2000: Werth, Capellmann, Salzgeber, Simons-de Ridder ·
2004: Kemmer, Schmidt, Schaudt, Salzgeber ·
2008: Kemmer, Capellmann, Werth ·
2012: Hester, Bechtolsheimer, Dujardin ·
2016: Rothenberger, Schneider, Bröring-Sprehe, Werth ·
2020: von Bredow-Werndl, Schneider, Werth ·
2024: Wandres, von Bredow-Werndl, Werth